# Chauffourt
Chauffourt is een gemeente in het Franse departement Haute-Marne (regio Grand Est) en telt 213 inwoners (2005). De plaats maakt deel uit van het arrondissement Langres.

## Geografie
De oppervlakte van Chauffourt bedraagt 9,5 km², de bevolkingsdichtheid is 22,4 inwoners per km².
De onderstaande kaart toont de ligging van Chauffourt met de belangrijkste infrastructuur en aangrenzende gemeenten.

## Demografie
Onderstaande figuur toont het verloop van het inwonertal (bron: INSEE-tellingen).